# 雷萨纳
雷萨纳（義大利語：Resana），是意大利威尼托大区特雷维索省的一个市镇。总面积24平方公里，人口9519人，人口密度385人/平方公里（2019年）。国家统计（ISTAT）代码为026066。